# Краљевски музеј лепих уметности у Бриселу
Краљевски музеј лепих уметности (фр. Musées royaux des Beaux-Arts de Belgique, хол. Koninklijke Musea voor Schone Kunsten van België) у Бриселу је белгијска државна збирка уметничких слика и скулптура. Главни део збирке се налази у зградама у близини Краљевске палате (музеј старе уметности и музеј модерне уметности), док се у месту Иксел налазе музеји Антоана Вирца и Константина Менијеа. 
Овај музеј је основао Наполеон Бонапарта 1801. под именом Бриселски музеј лепих уметности. Отворен је за јавност 1803. 
Музеј садржи више од 20.000 цртежа, скулптура и слика, од раног 15. века до данас. Најбогатија је колекција фламанског сликарства која садржи дела Рохира ван дер Вејдена, Робера Кампена, Антонијуса ван Дајка, Јакоба Јорданса, а посебне собе су посвећене Питеру Бројгелу Старијем и Петер Паулу Рубенсу. Још један чувени експонат је слика „Мараова смрт“ француског уметника Жак Луј Давида. 
Колекција савремене уметности чува дела уметника попут Рене Магрита, Џејмса Енсора, Паула Клеа, Марка Шагала и Пабла Пикаса.

#### Одабрана дела из галерије старих мајстора
- Робер Кампен: 
Благовести
- Ханс Мемлинк: 
Портрет Вилема Морела
- Рохир ван дер Вејден: 
Портрет великог незаконитог сина, Антона од Бургундије
- Питер Бројгел Старији: 
Попис у Витлејему
- Лука Кранах Старији: 
Портрет доктора Шејринга
- Франс Снидерс: 
Лов на јелене
- Петер Паул Рубенс: 
Крунисање Богородице
- Жак Луј Давид: 
Мараова смрт
- Питер Бројгел Старији: Пејзаж са Икаровим падом

#### Одабрана дела из галерије модерне уметности
- Пол Гоген: 
Портрет Сутзане Бембриџ
- Тео ван Риселсберге: 
Променада
- Жорж Сера: 
Сена код Гран Жата у пролеће
- Винсент ван Гог: 
Глава сељака